# Felipe Ferré
Felipe Ferré est un photographe franco-colombien né en 1934 à Bogota d'une mère martiniquaise et d'un père catalan. Il déménage à Paris en 1961 et s'installe à Vire (Calvados) en 2008.
En novembre 2007, il expose des "portraits de Botero" à la Galerie Andrée Macé à Paris.

## Publications
- Colombie, pays de l'Eldorado, préface de Jacques Soustelle, Ed. Bibliothèque des Arts, 1976
- L'aventure du café, préface de Jacques Laurent, Ed. Denoël, 1988
- Architecture contemporaine, Ed. Ferré, 1993
- El mundo del compositor Joaquin Rodrigo, Ed. Ferré, 1998
- L'univers du sculpteur Shelomo Selinger, avec Ruth Selinger, Ed. Ferré, 1998
- Hector Guimard, avec Georges Vigne, Ed. Charles Moreau, 2003
- Vire, Hier & Aujourd'hui Portrait d'une Ville, préface de Alain Jarocinski, Ed. Ferré, 2013